# Edgar Selge
Edgar Selge (Brilon, 27 marzo 1948) è un attore tedesco.

## Filmografia parziale

### Cinema
- Der Havarist, regia di Wolf-Eckart Bühler (1984)
- Rudy maialino dispettoso (Rennschwein Rudi Rüssel), regia di Peter Timm (1995)
- Hamsun, regia di Jan Troell (1996)
- Rossini, regia di Helmut Dietl (1997)
- Omicidi sul set (Kai Rabe gegen die Vatikankiller), regia di Thomas Jahn (1998)
- Requiem für eine romantische Frau, regia di Dagmar Knöpfel (1999)
- 3 Chinesen mit dem Kontrabass, regia di Klaus Krämer (2000)
- DoppelPack, regia di Matthias Lehmann (2000)
- The Experiment - Cercasi cavie umane (Das Experiment), regia di Oliver Hirschbiegel (2001)
- Suck My Dick, regia di Oskar Roehler (2001)
- Bibi e il segreto della polvere magica (Bibi Blocksberg und das Geheimnis der blauen Eulen), regia di Franziska Buch (2004)
- Reine Geschmacksache, regia di Ingo Rasper (2007)
- The Debt, regia di Assaf Bernstein (2007)
- Der grosse Kater, regia di Wolfgang Panzer (2010)
- Poll, regia di Chris Kraus (2010)
- Ludwig II, regia di Marie Noëlle e Peter Sehr (2012)
- Feuchtgebiete, regia di David Wnendt (2013)
- Il quinto potere (The Fifth Estate), regia di Bill Condon (2013)
- Miss Sixty, regia di Sigrid Hoerner (2014)
- Aus meiner Haut, regia di Alex Schaad (2022)

### Televisione
- Angsthasen - film TV (2007)
- Jenseits der Mauer - film TV (2009)
- Polizeiruf 110 - serie TV, 21 episodi (1998-2009)
- Rotkäppchen - film TV (2012)
- Tatort - serie TV, 4 episodi (1989, 1998, 2011, 2013)
- Das Zeugenhaus - film TV (2014)
- Der Fall Barschel - film TV (2015)
- So auf Erden - film TV (2017)
- Unterwerfung - film TV (2018)
- Ökozid - film TV (2020)